# Сабаррос
Сабарро́с (фр. Sabarros, окс. Sabarròs) — коммуна во Франции, находится в регионе Юг — Пиренеи. Департамент — Верхние Пиренеи. Входит в состав кантона Галан. Округ коммуны — Тарб.
Код INSEE коммуны — 65381.

## География

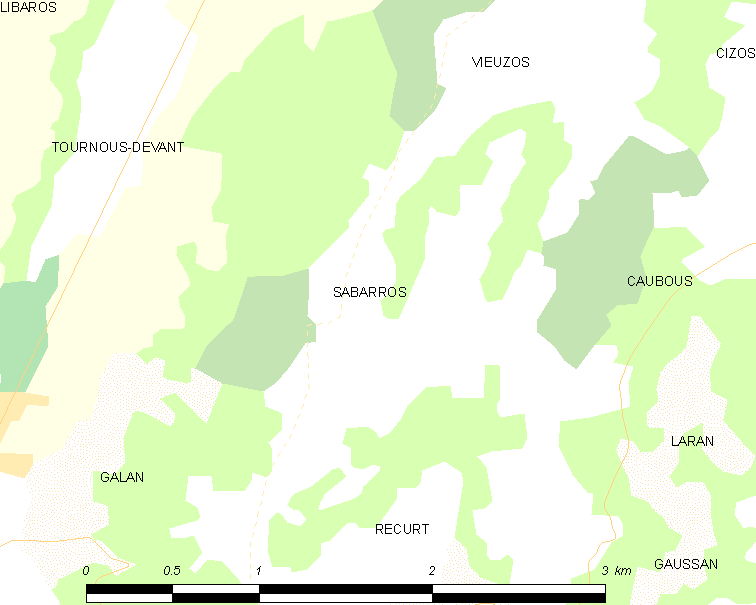
Карта коммуны

Коммуна расположена приблизительно в 650 км к югу от Парижа, в 95 км северо-западнее Тулузы, в 30 км к востоку от Тарба.
Коммуна расположена на плато Ланнемезан. На западе коммуны протекает река Петит-Баиз, а на востоке — река Соль.

## Климат
Климат умеренно-океанический с солнечной тёплой погодой и обильными осадками на протяжении практически всего года.

## Население
Население коммуны на 2010 год составляло 32 человека.
| 1962 | 1968 | 1975 | 1982 | 1990 | 1999 | 2010 |
| ---- | ---- | ---- | ---- | ---- | ---- | ---- |
| 58   | 59   | 58   | 59   | 49   | 39   | 32   |

## Администрация
| Период | Период | Фамилия    | Партия | Примечания |
| ------ | ------ | ---------- | ------ | ---------- |
| 2001   | 2020   | Эме Куртад |        |            |

## Экономика
В 2010 году среди 12 человек трудоспособного возраста (15-64 лет) 10 были экономически активными, 2 — неактивными (показатель активности — 83,3 %, в 1999 году было 50,0 %). Из 10 активных жителей работали 8 человек (6 мужчин и 2 женщины), безработных было 2 (1 мужчина и 1 женщина). Среди 2 неактивных 0 человек были учениками или студентами, 2 — пенсионерами, 0 были неактивными по другим причинам.